# Hot Space
| Críticas profissionais | Críticas profissionais |
| Avaliações da crítica  | Avaliações da crítica  |
| Fonte                  | Avaliação              |
| ---------------------- | ---------------------- |
| Rolling Stone          | link                   |
| The Washington Post    | (Favorável) link       |
| allmusic               | link                   |
| Stylus Magazine        | (Favorável) link       |

Hot Space é o décimo álbum de estúdio da banda Queen, lançado em 24 de maio de 1982. Marcando uma notável mudança da direção de seus trabalhos anteriores, a banda empregou muitos elementos da música disco, do funk, do R&B, da dance music e do pop no álbum, sendo parcialmente influenciado pelo sucesso de seu hit de 1980 "Another One Bites the Dust". Isso fez com que o álbum fosse menos popular entre os fãs que preferiam o estilo do rock tradicional que eles já associavam com a banda.
A decisão do Queen de gravar um álbum no puxado para a dance music veio do sucesso massivo nos Estados Unidos de "Another One Bites the Dust" (e, em menor extensão, do sucesso dessa canção no Reino Unido também). O segundo single do álbum, "Body Language", chegou à décima primeira posição nos rankings dos Estados Unidos.
"Under Pressure", primeira e única colaboração feita entre o Queen e outro músico, foi feita em parceria com David Bowie. Lançada em 1981, a canção foi o segundo hit da banda a chegar ao primeiro lugar dos rankings no Reino Unido. A canção era um projeto separado, gravado antes do lançamento do álbum e da controvérsia sobre o novo som do Queen (rock influenciado pela canção disco).
Em julho de 2004, a revista Q listou o Hot Space como um dos quinze álbuns em que grandes artistas do rock perderam o rumo. A maioria do álbum foi gravada em Munique durante o período mais turbulento da história da banda. Roger Taylor e Brian May lamentavam o novo estilo, sendo ambos muito críticos sobre a influência do empresário de Freddie Mercury, Paul Prenter, sobre o cantor. As vendas do álbum são estimadas, atualmente, em torno de cinco milhões de cópias.
Esta fase da banda é marcada por várias mudanças, como a inclusão definitiva de sintetizadores e bateria eletrônica nos álbuns e shows e de um estilo bem diferente do adotado nos anos 1970.

## Informações sobre o álbum
Antes de 1979, o Queen nunca havia usado sintetizadores em seus álbuns. A partir de The Game, a banda começou a incluir o sintetizador Oberheim OB-X em suas canções (como em "Play the Game" e em "Save Me"). Em Hot Space, eles foram mais longe e incluíram a bateria eletrônica pela primeira vez. Se distanciando do seu som da década de 1970, a maior parte das canções de Hot Space é uma mistura de funk, funk rock, dance, disco e R&B - enquanto as canções de "rock" continuaram numa direção ao Pop-Rock similar ao seu último álbum (uma exceção é "Put Out The Fire"). Não gostando do novo som, Brian May e Roger Taylor foram bem críticos à influência que Paul Prenter, empresário de Mercury entre 1980 e 1984, teve sobre o cantor. Prenter alegadamente negou aos outros membros acesso a Mercury, muitas vezes tirando ele mais cedo das gravações para levá-lo à clubes gays.

## Informações das canções

### "Staying Power"
O arranjo de sopros foi adicionado por Arif Mardin (que também produziu Chaka Khan e adicionou sessões de sopros para os Bee Gees e Aretha Franklin). "Staying Power" era tocado na turnê Hot Space Tour, embora muito mais rápido e pesado, com baterias reais no lugar da eletrônica e com guitarras e teclados no lugar dos sopros (esse arranjo não possuía baixo, uma vez que Deacon tocou uma guitarra junto com May. O som do baixo foi feito por Freddie em um teclado Roland Jupiter 8). Ela também foi tocada na turnê de The Works, apesar de ser com menos frequência do que na turnê de Hot Space. No Japão, a canção foi lançada em julho de 1982, e nos Estados Unidos, em novembro do mesmo ano. Em ambos os países, a canção falhou nas paradas. A contribuição de Mardin foi gravada no Record Plant Studio, na cidade de Nova York.

### "Dancer"
O baixo de "Dancer" foi tocado num sintetizador (Oberheim OB-Xa) por May. A canção em si - uma mistura de rock e disco - é uma espécie de sucessor para "Dragon Attack" (do álbum The Game), em que há a fusão de elementos de pesados com os dançantes, como fazia o Led Zeppelin. A mensagem de telefone no fim da canção é em alemão, e foi gravada em um hotel em Munique; ao pé da letra, a mensagem pode ser traduzida como "bom dia, essa é uma ligação para você acordar". A letra da canção é notável por ser a única do Hot Space que faz referência ao nome do álbum. Brian May disse em entrevista que se arrependeu de ter feito essa canção.

### "Back Chat"
"Back Chat", escrita por Deacon, é a faixa mais influenciada pela black music. Além de tocar o baixo, John toca guitarra rítmica, piano elétrico e sintetizador nessa canção. Como single, essa canção ficou em 40° nas paradas do Reino Unido. Nos comentários do vídeo em Greatest Video Hits 2, Taylor deixou claro que ele odeia o clipe dessa canção, mas que gosta do som da bateria.

### "Body Language"
"Body Language" é uma canção atípica do Queen, sendo o único single da banda que não incluía guitarra. Mercury, que fez a canção no baixo sintético, havia explorado o potencial do instrumento em sua contribuição para a trilha sonora de Flash Gordon. O vídeo dessa canção, que contém modelos seminuas se contorcendo em torno de si, mostrou-se controversa e foi banida em alguns países. A canção também apareceu no filme-documentário Stripped, de 1984, sendo tocada por um dos dançarinos.

### "Action This Day"
"Action This Day", uma das duas canções de Roger nesse álbum, foi claramente influenciada pelo movimento da new wave que acontecia nessa época. Essa faixa é guiada por uma bateria eletrônica no compasso de 2/4 e possui um solo de saxofone sintético, tocado pelo produtor Mack em um Oberheim OB-Xa. O nome "Action This Day" veio de um slogan que Winston Churchill anexava para documentos urgentes, e recapitula o tema de consciência social que Taylor defendeu em muitas de suas canções. A banda tocou essa canção na turnê deste álbum com um arranjo mais convencional, trocando a bateria eletrônica e o baixo sintético por um arranjo de rock. A canção é feita num dueto entre Taylor e Mercury, e o refrão é cantando pelos dois juntos.

### "Put Out The Fire"
"Put Out The Fire" é uma canção anti-armas de fogo escrita por May, que possui vocais principais de Freddie e May cantando em falsetto no final de cada verso. Brian gravou essa canção sobre o efeito de álcool (depois de muitas tentativas frustradas. A primeira estrofe teoricamente falam do assassinato de John Lennon, em versos como:
"They called him a hero" ('eles o chamaram de herói'), falando de Lennon;
"In the land of the free" ('na terra da liberdade'), se referindo à América;
"But he wouldn't shake my hand boy" ('mas ele não quis apertar minha mão, menino'), incerto, mas Lennon assinou uma gravação de Mark Chapman;
"He disappointed me" ('ele me desapontou'), Chapman estava aparentemente desapontado com a rejeição de Lennon por Deus e/ou por sua última canção;
"So I got my hand gun, and I blew him away" ('Então eu peguei minha arma e atirei nele), a morte de Lennon era recente e bruta para muitas pessoas e fãs, como os membros do Queen (os Beatles tiveram uma grande influência sobre a banda), e o fato da canção "Life Is Real (Song For Lennon)" de Mercury vir imediatamente após essa faixa não é coincidência.
Apesar de nunca ter sido lançada como single, "Put Out The Fire", a canção mais próxima das canções tradicionais do Queen, foi incluída na compilação Queen Rocks, de 1997. Um novo vídeo também foi produzido para a compilação de vídeo que o acompanha, com uma performance ao vivo da canção intercalada com imagens de fogo e explosões.

### "Life Is Real (Song For Lennon)"
Mercury escreveu "Life Is Real" como um tributo a John Lennon, que foi assassinado em 1980, e havia pedido para a banda tocar "Imagine" na turnê. Como as canções de Lennon, "Life Is Real" possui um arranjo esparso baseado no piano e um tom melancólico. Ela também é uma das poucas canções do Queen cuja letra foi escrita antes da canção (como "Killer Queen"). O nome da canção pode ser uma referência ao trecho "love is real" (amor é real), da canção "Love", feita por Lennon em 1970, ou à frase "nothing is real" ('nada é real'), da canção "Strawberry Fields Forever" dos Beatles. A canção começa com três notas de piano que soam como sinos, lembrando os sinos iniciais de "(Just Like) Starting Over)" e de "Beautiful Boy", ambas de Lennon. As duas primeiras palavras ("Guilt stains") dessa canção tem uma diferença entre as duas notas (apesar de serem em uma chave diferente) que é praticamente idêntica às duas primeiras notas da canção "Mother".

### "Calling All Girls"
A primeira canção de Roger Taylor (apesar de possuir os vocais de Freddie) a ser lançada como single (embora apenas em alguns países como Estados Unidos e Austrália, mas não na Inglaterra), "Calling All Girls" não conseguiu criar um impacto muito grande nas paradas, ficando em #60 nos EUA e #33 no Canadá, apesar de seu videoclipe ter sido baseado no filme THX 1138 de George Lucas. Taylor compôs "Calling All Girls" na guitarra e tocou os sons de fundo durante a pausa da canção. Queen nunca tocou essa canção em shows na Europa, e uma gravação ao vivo do Japão em 1982 é comercialmente disponível no DVD Queen on Fire - Live at the Bowl, onde a canção acompanha a galeria de fotos. Foi lançada como single em julho de 1982.

### "Las Palabras de Amor (The Words of Love)"
A letra dessa canção foi inspirada na relação próxima do Queen com os seus fãs da Ibero-América, e tem sido interpretada como uma alegoria para a Guerra das Malvinas (na verdade, o álbum foi lançado durante a guerra, e provavelmente foi gravado bem antes do início dela). Um top 20 hits no Reino Unido, "Las Palabras de Amor" marcou quarta e última aparição da banda no Top of the Pops (o primeiro, segundo e terceiro sendo "Seven Seas Of Rhye", "Killer Queen" e "Good Old-Fashioned Lover Boy"). No videoclipe, May é visto tocando um grande piano, mas na gravação apenas há sintetizadores (tocados por ele). Brian também canta os vocais principais no verso harmonizado "this night and evermore".

### "Cool Cat"
"Cool Cat", escrita por Freddie e Deacon, originalmente possuía David Bowie nos backing vocals e em muitos versos de palavras faladas num ritmo durante o middle eight. De acordo com uma entrevista de Mercury na TV em 1982, Bowie estava infeliz com os resultados e pediu para que seus backing vocals fossem removidos. Todos os instrumentos são tocados por Deacon, incluindo a bateria, as guitarras e os sintetizadores. Na versão do álbum, Freddie canta a canção inteira em falsetto. A faixa alternativa com os vocais de Bowie é largamente disponível em vários bootlegs e versões do vinil do álbum nas primeiras prensagens feitas nos Estados Unidos. Essa também é a única faixa de álbum do Queen na qual Deacon usa a técnica de popping.

### "Under Pressure"
Um famoso dueto com Bowie, "Under Pressure" foi o resultado de um improviso numa jam session no estúdio da banda em Montreux. Quando foi lançado em 1981, o single ficou em #1 nas paradas do Reino Unido. Mercury foi o principal diretor desta faixa, e ele com Bowie foram os principais letristas (cada um escreveu o verso que canta). Parte da progressão de acordes é baseado em uma demonstração grosseira de uma canção não lançada chamada "Feel Like". A faixa é creditada aos cinco participantes.

## Faixas
Lado 1
| N.º | Título            | Compositor(es)  | Duração |  |
| 1.  | "Staying Power"   | Freddie Mercury | 4:10    |  |
| 2.  | "Dancer"          | Brian May       | 3:46    |  |
| 3.  | "Back Chat"       | John Deacon     | 4:31    |  |
| 4.  | "Body Language"   | Mercury         | 4:29    |  |
| 5.  | "Action This Day" | Roger Taylor    | 3:33    |  |

Lado 2
| N.º | Título                                     | Compositor(es)                            | Duração |  |
| 1.  | "Put Out the Fire"                         | May                                       | 3:15    |  |
| 2.  | "Life Is Real (Song for Lennon)"           | Mercury                                   | 3:39    |  |
| 3.  | "Calling All Girls"                        | Taylor                                    | 3:53    |  |
| 4.  | "Las Palabras de Amor (The Words of Love)" | May                                       | 4:26    |  |
| 5.  | "Cool Cat"                                 | Deacon, Mercury                           | 3:26    |  |
| 6.  | "Under Pressure"                           | David Bowie, Deacon, May, Mercury, Taylor | 4:02    |  |